# N.E.C. Nijmegen
N.E.C. (skraćeno od Nijmegen Eendracht Combinatie) je nizozemski nogometni klub iz Nijmegena. Trenutačno se natječe u Eredivisieu.
Klub je osnovan 1900. godine pod imenom "Eendracht" (na hrvatskom: "jedinstvo"), a 1903. godine se spaja s klubom "Nijmegen", te od tada nosi sadašnje ime. Iako nije dosad osvojio nijedan veći trofej, čak četiri puta je igrao u finalu nizozemskog kupa. Svoje domaće utakmice igra na stadionu de Goffert u zeleno-crvenim dresovima. Najveći rival N.E.C.-a je susjedni Vitesse, s kojim igra tzv. De Gelderse derby (derbi pokrajine Gelderlanda).   
NEC je od 1970. do 1973. godine vodio "nogometni Albert Einstein" Wiel Coerver. Nakon rada u NEC-u, prešao je 1973. godine u rotterdamski Feyenoord, s kojim je te sezone osvojio Kup UEFA.

## Igrač godine
| Sezona      | Igrač               |
| ----------- | ------------------- |
| 2000./2001. | Danny Hesp          |
| 2001./2002. | Robbie Wielaert     |
| 2002./2003. | Robbie Wielaert     |
| 2003./2004. | Dennis Gentenaar    |
| 2004./2005. | Peter Wisgerhof     |
| 2005./2006. | Romano Denneboom    |
| 2006./2007. | Jonas Olsson        |
| 2007./2008. | Youssef El-Akchaoui |

## Najbolji strijelac sezone
| Sezona      | Igrač              | Golova |
| ----------- | ------------------ | ------ |
| 1994./1995. | Jeffrey Kooistra   | 8      |
| 1995./1996. | Antti Sumiala      | 9      |
| 1996./1997. | Antti Sumiala      | 8      |
| 1997./1998. | Emiel van Eijkeren | 13     |
| 1998./1999. | Jack de Gier       | 16     |
| 1999./2000. | Jack de Gier       | 9      |
| 2000./2001. | Gjorgji Hristov    | 15     |
| 2001./2002. | Frank Demouge      | 7      |
| 2002./2003. | Youssouf Hersi     | 9      |
| 2003./2004. | Youssouf Hersi     | 10     |
| 2004./2005. | Saïd Boutahar      | 8      |
| 2005./2006. | Andrzej Niedzielan | 10     |
| 2006./2007. | Romano Denneboom   | 9      |
| 2007./2008. | Jhon van Beukering | 11     |

## Vanjske poveznice
- Službena stranica (nizoz.)